# Centrophoridae
I centroforidi (Centrophoridae Bleeker, 1859; dal greco kéntron, «aculeo», e phéro, «portare») sono una famiglia di squali dell'ordine degli Squaliformi comprendente due generi e 16 specie. Sono presenti in tutti gli oceani tropicali e temperato-caldi, sulle piattaforme continentali e sulle scarpate continentali; mancano solamente nel Pacifico orientale.

## Descrizione
Sono piccoli squali lunghi da 80 a 160 centimetri. Possiedono un aculeo scanalato di fronte a ciascuna delle due pinne dorsali. La pinna anale è assente. Il peduncolo caudale non presenta carene laterali. I denti della mascella superiore sono più piccoli di quelli della mascella inferiore.

## Biologia
Sono generalmente specie di acqua profonda. Mentre alcuni, come il centroforo comune (Centrophorus granulosus), sono presenti in gran parte del globo e vengono pescati su scala commerciale, altri sono rari e poco conosciuti. Si nutrono generalmente di altri pesci, ma alcuni si nutrono anche di calamari, polpi e gamberetti. Alcune specie sono bentoniche, vivono quindi sul fondale, mentre altre sono pelagiche. Sono ovovivipari: la femmina trattiene le uova all'interno del corpo fino alla loro schiusa.

## Tassonomia

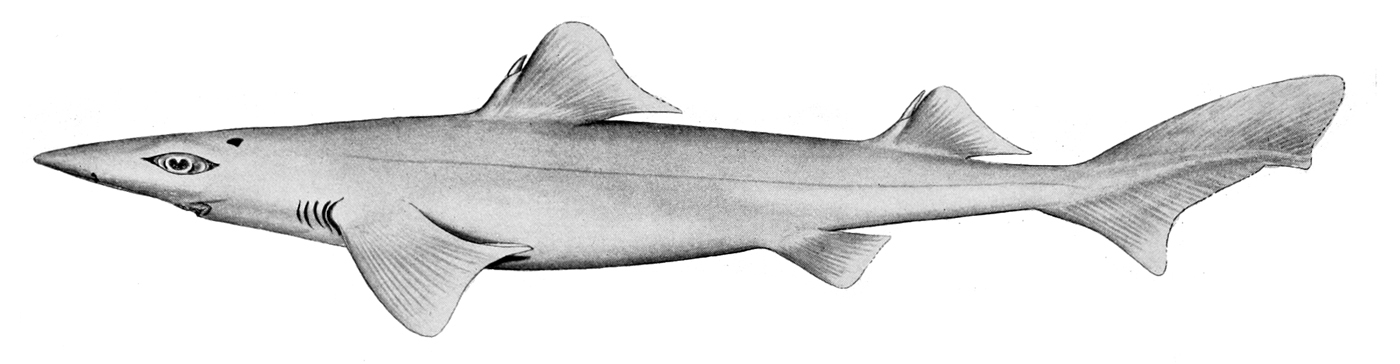
Centroforo ottuso
(Centrophorus harrissoni)

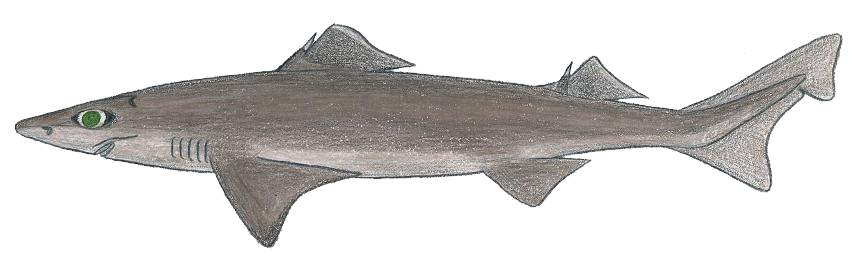
Centroforo mosaico
(Centrophorus tessellatus)

La famiglia comprende in tutto 17 specie:
- Genere Centrophorus
  - Centrophorus granulosus (Bloch & Schneider, 1801) - centroforo comune
  - Centrophorus squamosus (Bonnaterre, 1788) - centroforo squame a foglia
  - Centrophorus uyato (Rafinesque, 1810) - centroforo boccanera
  - Centrophorus moluccensis Bleeker, 1860 - centroforo pinna piccola
  - Centrophorus lusitanicus Barbosa du Bocage & de Brito Capello, 1864 - centroforo pinna bassa
  - Centrophorus tessellatus Garman, 1906 - centroforo mosaico
  - Centrophorus atromarginatus Garman, 1913 - centroforo nano
  - Centrophorus harrissoni McCulloch, 1915 - centroforo ottuso
  - Centrophorus isodon (Chu, Meng & Liu, 1981) - centroforo pinna nera
  - Centrophorus seychellorum Baranes, 2003 - centroforo delle Seychelles
  - Centrophorus westraliensis White, Ebert & Compagno, 2008 - centroforo occidentale
  - Centrophorus zeehaani White, Ebert & Compagno, 2008 - centroforo australe
- Genere Deania
  - Deania calcea (Lowe, 1839) - pescecane becco di uccello
  - Deania hystricosa (Garman, 1906) - pescecane rugoso naso lungo
  - Deania profundorum (Smith & Radcliffe, 1912) - pescecane testa di freccia
  - Deania quadrispinosa (McCulloch, 1915) - pescecane muso lungo